# Moto Guzzi MGS-01 Corsa
La MGS-01 Corsa è una motocicletta prodotta inizialmente dal gruppo costruttore di special Ghezzi & Brian su base Moto Guzzi e che, nel luglio 2004 la Guzzi presenta sotto proprio marchio.

## Descrizione
Moto nata per correre, motorizzata dapprima con il motore a 4 valvole ancora attuale del Dr. John, oggi motorizzata BigBore, è stata capace di vincere nel 2006 e 2007 la BOTT, Battle of the Twins, a Daytona, la corsa più importante per le bicilindriche senza limiti di cilindrata e senza limiti di modifiche, e di vincere il campionato italiano di SuperTwins, il campionato delle bicilindriche nel 2006 e nel 2007.
La moto non esiste in versione stradale anche se su richiesta viene prodotta in versione corsa (comunque logicamente non omologata e di costo intorno ai 25.000 euro).
La colorazione è rossa, come molti modelli della casa Guzzi. Il motore originale di questa moto è di 1.225 cm³ raffreddato ad aria capace di 122cv anche se il BigBore usato a Daytona nel 2007 supera i 1.300 cm³ con oltre 165 CV di potenza erogata e raffreddamento a liquido. Il motore utilizza pistoni Cosworth Racing.
Pur avendo un peso superiore di circa 15–25 kg rispetto alle classiche racing bicilindriche del settore la perfetta combinazione di un'ottima ciclistica e di un motore capace di sprigionare 9kgm già a 2.800 giri, con un picco di 11,6kgm a 6.400 giri, la rende molto competitiva.
Dal progetto originale di Ghezzi sono state effettuate nel corso degli anni delle modifiche tra cui quella più evidente, la riduzione della plancia sotto la moto, che l'ha resa una moto quasi nuda.